# Videogioco strategico a turni

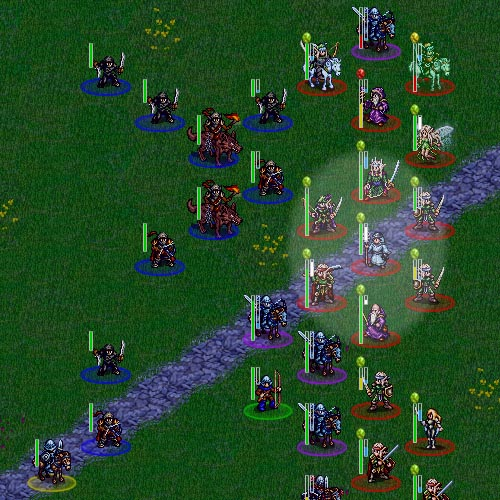
Battle for Wesnoth

Un videogioco strategico a turni è un videogioco di strategia che è organizzato a turni, ossia l'azione va periodicamente in attesa mentre il giocatore o i giocatori inseriscono i propri comandi di gioco.
Il principio di funzionamento è quello di un gioco strategico a turni riprodotto sullo schermo, ma i videogiochi consentono anche un livello di complessità impraticabile al tavolo, incluse alcune caratteristiche pressoché impossibili ai giochi tradizionali, ad esempio la possibilità di rendere visibili ad ogni giocatore parti diverse del tabellone di gioco.
Si distinguono in particolare dai videogiochi strategici in tempo reale dove tutti i giocatori agiscono contemporaneamente e anche la rapidità nei controlli ha la sua importanza.

## Esempi
Dopo un periodo di conversioni di giochi da tavolo e storici per computer, le grandi compagnie hanno iniziato a sviluppare nuove idee per i giochi strategici a turni, benché i giochi strategici di maggior successo continuino a essere legati a tematiche storiche, o alla storia reale, ad esempio la serie Civilization, che permette lo sviluppo di una storia alternativa ma basata su civiltà, tecnologie e unità reali; un formato tipico di questi giochi, specialmente quelli di maggiore complessità, è il cosiddetto 4X. 
Probabilmente lo strategico più conosciuto è proprio Civilization, il quale ha dato origine ad una serie di successori (l'ultimo è Civilization VI) e derivati (la serie Civilization: Call to Power e FreeCiv). Celebre anche la serie di Heroes of Might and Magic. Si segnalano inoltre la serie Master of Orion, la serie X-COM e la serie Worms (ibrida con i giochi d'azione),.
Sono stati sviluppati anche giochi open source come Battle for Wesnoth.